# Lichtenfels (Schiff, 1929)
Die 1929 in Dienst gestellte zweite Lichtenfels der Deutschen Dampfschiffahrtsgesellschaft Hansa (DDG Hansa) war das erste einer Serie von vier Frachtschiffen für Schwerguttransporte der Reederei, die auf der Werft AG Weser zwischen 1929 und 1932 fertiggestellt wurden.
1939 suchte die Lichtenfels in Massaua in Eritrea am Roten Meer Zuflucht. Als die Besetzung des Hafens in der italienischen Kolonie durch britische Truppen drohte, setzte die Besatzung am 4. April 1941 das Schiff in Brand und versenkte es selbst.

## Geschichte des Schiffes
Die Lichtenfels lief am 12. Juni 1929 als erstes Schiff einer neuentwickelten Klasse bei der zur Deschimag gehörenden AG Weser vom Stapel. Die Werft baute unter den Baunummern 878 und 879 zwei Schiffe, die sich durch eine konsequente Anwendung der Maierform und ihr Schwergutladegeschirr auszeichneten. Das Schiff trug den Namen nach der ersten in Flensburg gebauten Lichtenfels (5734 BRT, 1903) für den Ostindien-Dienst, die im Ersten Weltkrieg in Mormugoa 1916 von Portugal beschlagnahmt worden war und dort noch bis 1950 als Cubango im Dienst blieb. Namensgeber war die Kreisstadt Lichtenfels in Oberfranken.

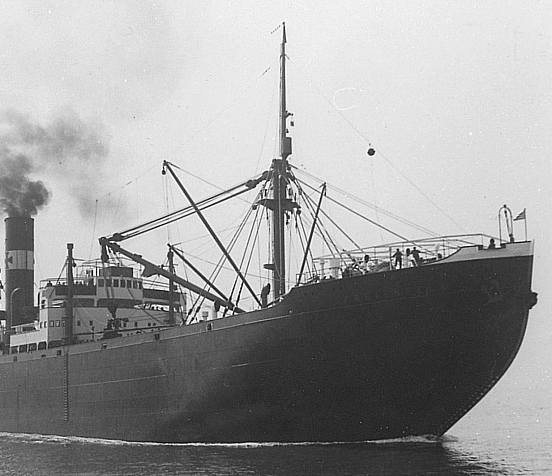
Der Maierbug

Die Form gab den Schiffen insbesondere am Bug ein sehr charakteristisches Aussehen. Das Ladegeschirr bestand aus je einem 120-t-, 30-t- und 15-t-Ladebaum sowie 18 × 5-t-Ladebäume. Die zuvor gelieferten Schiffe der DDG „Hansa“ hatten nur einen 30-t-Ladebaum und 18 × 5-t-Ladebäume.

Das neue Schiff hatte eine Länge von 160,45 m über alles und 149 m zwischen den Loten. Die Breite der neuen Schiffe betrug 18,94 m  und ihr Tiefgang 7,77 m. Die Lichtenfels war mit 7457 BRT und 4521 NRT vermessen und besaß eine Tragfähigkeit von 10.700 tdw. Angetrieben von einer 3-Zylinder-Dreifach-Expansionsmaschine der Bauwerft mit einer Bauer-Wach-Abdampfturbine von 5.100  PSi, die auf einen Propeller wirkte, konnte das Schiff eine Geschwindigkeit von 13,7 kn erreichen.

### Einsätze
Die Lichtenfels wurde am 26. Juli 1929 an die DDG „Hansa“ abgeliefert. Am 31. August 1929 folgte das Schwesterschiff Freienfels.

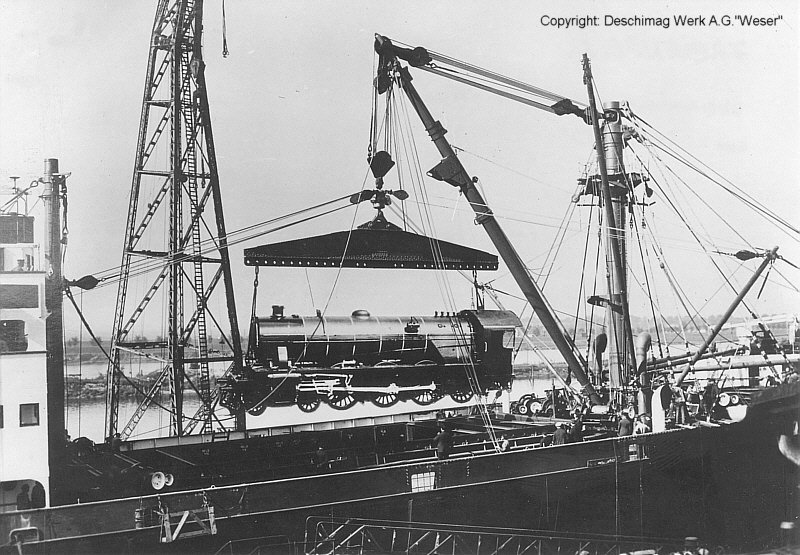
Schwergutbaum der Lichtenfels

Haupteinsatzgebiet für die neuen Schiffe wurde der Transport von rollendem Material für Eisenbahnen im Mittleren Osten. Der Schwergutbaum ermöglichte die selbstständige Be- und Entladung von Lokomotiven auf Gleise am Pier ohne weitere Hafeneinrichtungen. Der Erfolg der Neubauten führte zu einem Ergänzungsauftrag von zwei weiteren Schiffen dieses Typs, die als Geierfels und Uhenfels am 10. Februar und 12. März 1931 (Baunummern 885/886) in Dienst kamen.

Die Weltwirtschaftskrise führte dann aber zum Verzicht auf weitere Neubauaufträge für die nächsten Jahre. Die Uhenfels war zwei Jahre lang der letzte Großbau der Deschimag. Die AG Weser war nach Fertigstellung der Uhenfels ohne weiteren Neubauauftrag.
Die Lichtenfels und ihre Schwesterschiffe wurden bis 1939 im Fahrtgebiet der Reederei zwischen dem Persischen Golf und Burma eingesetzt. 1939 kurz vor Kriegsbeginn befanden sich die Freienfels und Geierfels im Mittelmeer und liefen italienische Häfen an. Die Uhenfels war aus Ende Juli aus Bandar Shapur mit der Barkasse „DDG HANSA VII“ an Deck nach Bombay ausgelaufen und hatte am 25. August 1939 Bombay zur Heimreise nach Deutschland verlassen. Über die portugiesische Kolonie Mozambique versuchte sie die Heimat zu erreichen.
Die Lichtenfels erhielt am 25. August auf der Höhe von Port Sudan auf der Ausreise die Warnnachricht QWA 7 und lief wegen Kohlenmangels zu einer weiteren Reise nach Massaua in der italienischen Kolonie Eritrea, wo sie noch am gleichen Tag einlief.

### Kriegsschicksal

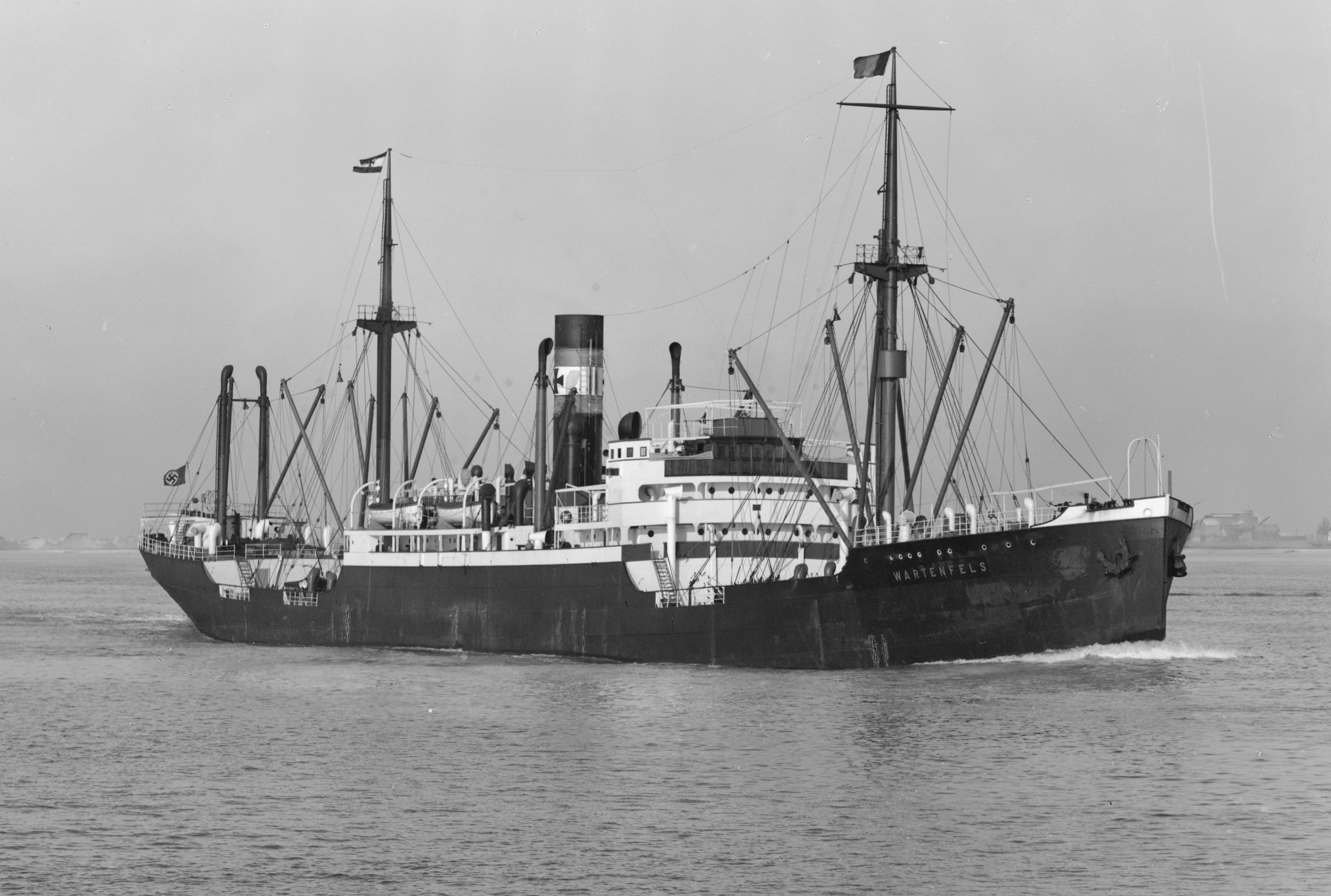
Die Wartenfels

Am 25. August 1939 lief die Lichtenfels auf Grund der deutschen Warnmeldungen in Massaua ein. Mit der Liebenfels (6310 BRT), Frauenfels (7887 BRT) sowie Wartenfels (6181 BRT) folgten noch vor Kriegsausbruch drei weitere Schiffe der DDG „Hansa“. Insgesamt waren im Hafen der italienischen Kolonie schließlich zehn deutsche Handelsschiffe versammelt. Vom NDL waren dies die Coburg (7400 BRT), die als erstes deutsches Schiff dort Zuflucht gesucht hatte, die Crefeld (8045 BRT) und die Oder (8516 BRT); dazu von der Hapag die Dampfer Oliva (7886 BRT) und Gera (5155 BRT) sowie die Bertram Rickmers (4188 BRT) der Rickmers Reismühle, Reederei und Schiffbau A. G., Bremen.
Am 20. April 1940 versammelten sich die Besatzungsmitglieder aller in Massaua liegenden deutschen Schiffe  auf der Lichtenfels zu einer Geburtstagsfeier zu Ehren Adolf Hitlers.
Bei den Besatzungen schien die Meinung vorzuherrschen, der Krieg könnte in Massaua sicher überstanden werden. Die Besatzungen der in Massaua aufliegenden Schiffe wechselten alle drei Tage in das Lager "Embatkalla" in den Bergen im Hinterland, um sich von der Hitze an Bord zu erholen.
Am 17. Februar 1941 versuchte das einzige deutsche Motorschiff im Hafen, die Coburg, zum im Indischen Ozean operierenden Hilfskreuzer Atlantis durchzubrechen. Sie wurde am 4. März südöstlich der Seychellen mit dem Prisentanker Ketty Brövig (7031 BRT) vor einem Treffen mit der Atlantis vom australischen Schweren Kreuzer HMAS Canberra gestellt. Beide Schiffe versenkten sich selbst, als der Kreuzer aus großer Distanz das Feuer eröffnete.

Am 20. Februar 1941 verließen der Kolonialkreuzer Eritrea und die zu Hilfskreuzern umgerüsteten italienischen Bananendampfer Ramb I und Ramb II der Italienischen Marine Massaua mit dem Ziel Japan. Eritrea und Ramb II gelangten nach Kōbe bis Ende März. Ramb I wurde am 27. Februar südwestlich der Malediven vom neuseeländischen Kreuzer Leander gestellt und versenkt.

Am 26. Februar gelang es der Wartenfels der DDG „Hansa“, aus Massaua unbemerkt auszulaufen und nach Diego Suarez im Vichy-kontrollierten Madagaskar zu entkommen. Auch zwei von acht italienischen Schiffen, die nach Madagaskar entkommen wollten, erreichten Diego Suarez.

Das am 1. März 1941 ausgelaufene italienische Motorschiff Himalaya gelangte nach bis Anfang April nach Rio de Janeiro. Am 31. Juli verließ es mit einer kriegswichtigen Ladung Brasilien und erreichte Ende August Bordeaux.
Vom 1. bis 3. März verließen auch vier italienische U-Boote Massaua und erreichten mit Unterstützung deutscher Schiffe Bordeaux in 64 bis 80 Tagen.

Am 24. März versuchte dann auch noch die Oder zu entkommen, wurde allerdings noch im Roten Meer von der Sloop HMS Shoreham entdeckt und versenkte sich darauf selbst.
Am 30. März versuchte als letztes deutsches Schiff noch der Frachter Bertram Rickmers aus Massaua zu entkommen. Auch er entzog sich kurz nach dem Auslaufen der Kaperung durch den britischen Zerstörer Kandahar durch Selbstversenkung.
Als die britische Besetzung des Hafens endgültig bevorstand, versenkte die Besatzung der Lichtenfels am 4. April 1941 ihr Schiff im Hafen auf
15° 36′ 39″ N, 39° 28′ 28″ O. In Massaua versenkten sich gleichzeitig die Frauenfels und Liebenfels der DDG „Hansa“, die Frachter Oliva und Gera der Hapag und die Crefeld des NDL, die zum Teil auch noch in Brand gesetzt wurden. Die meisten wurden später gehoben, um den Hafen benutzbar zu machen. Frauenfels, Liebenfels und Gera wurden als Empire Niger, Empire Nile und Empire Indus wieder in Fahrt gebracht. Neben den deutschen Schiffen versenkten sich auch der italienische Truppentransporter Colombo (11.760 BRT, 1917) und weitere italienische Handelsschiffe. Unmittelbar beim Sturm der Stadt durch die britischen Streitkräfte versenkten sich auch die verbliebenen italienischen Marineeinheiten.
Das Wrack der Lichtenfels wurde erst 1950 gehoben und vor Ort verschrottet. 1954 stellte die DDG Hansa ihre dritte Lichtenfels in Dienst, ein Schwergutmotorschiff von 6800 BRT der sog. Picasso- oder Lichtenfels-Klasse von acht Schiffen. Sie wurde 1972 verkauft und 1979 als Silver Dawn abgewrackt.

### Die Schwesterschiffe
| Name            | Bauwerft           | BRT tdw     | Stapellauf in Dienst  | weiteres Schicksal |
| Lichtenfels (2) | AG Weser BauNr.878 | 7509 10.750 | 12.06.1929 26.07.1929 | August 1939 in Massaua, dort 4. April 1941 selbst versenkt, |
| Freienfels (2)  | AG Weser BauNr.879 | 7454 10.750 | 15.07.1929 31.08.1929 | 1939 im Mittelmeer, 19. Dezember 1940 vor Livorno auf eine italienische Minensperre gelaufen und gesunken |
| Geierfels (2)   | AG Weser BauNr.885 | 7505 10.505 | 12.1930 10.02.1931    | 1939 im Mittelmeer, 19. Dezember 1940 vor Livorno auf eine italienische Minensperre gelaufen und gesunken |
| Uhenfels (2)    | AG Weser BauNr.886 | 7503 10.340 | 01.1931 12.03.1931    | 25. August 1939 aus Bombay zur Heimreise ausgelaufen, erhielt am 10. September in Lourenco Marques keine Kohlen, aus der Dortmund (5138 BRT, 1926) Kohlen ergänzt und am 13. Oktober 1939 wieder ausgelaufen. Durch Flugzeuge des britischen Flugzeugträgers Ark Royal am 5. November 1939 etwa 230 Seemeilen vor Freetown entdeckt. Der britische Zerstörer Hereward setzte ein Prisenkommando über, das die von der Besatzung eingeleitete Versenkung verhindern konnte. Als Empire Ability am 27. Juni 1941 südwestlich der Kanarischen Inseln aus einem Konvoi heraus vom deutschen U-Boot U 69 torpediert und versenkt. |